# Akira Yasuda
 (novembre 2018).
Si vous disposez d'ouvrages ou d'articles de référence ou si vous connaissez des sites web de qualité traitant du thème abordé ici, merci de compléter l'article en donnant les références utiles à sa vérifiabilité et en les liant à la section « Notes et références ».
Akira Yasuda (安田 朗, Yasuda Akira), dit Akiman, né le 21 juillet 1964 est un illustrateur japonais.
En 1983, il entre à l'institut de design de Tōkyō qu'il quitte à mi-course pour travailler comme animateur. En 1985 il rejoint l'éditeur de jeux vidéo Capcom pour le compte duquel il prendra part à l'élaboration de nombreux titres. 
En 1991, il conçoit tous les personnages inédits de Street Fighter II: The World Warrior, dont Guile, Vega ou encore Chun-Li. Il retouche également le design de  Ryu et de Ken pour le jeu. Après la sortie du titre, Akiman est nommé responsable de toute la partie design chez Capcom. Il est de nouveau impliqué dans la série Street Fighter en 1997 avec Street Fighter III: New Generation, où il redessine tous les personnages du jeu,.
En 1998 il est engagé par la Fuji pour participer au character design de la série Turn A Gundam. En 2001 il déménage près de San Diego, et voit publier son premier livre d'illustrations de Gundam.
En 2002 il travaille sur le design de la série Overman King Gainer. L'année suivante il retourne vivre au Japon et s'installe à Tōkyō ou  il travaille comme illustrateur indépendant.
En 2006, il travaille sur le design des Knightmare Frames de Code Geass de la série Code Geass.
Depuis 2016, il collabore également avec le géant Square Enix, et notamment sur la série Star Ocean.

## Travaux
Liste non exhaustive des travaux d'Akira Yasuda.

### Anime
- Turn A Gundam (1998)
- Overman King Gainer (2002)
- Code Geass (2006)

### Jeux vidéo
Jeux vidéo
- Side Arms - Hyper Dyne (1986)
- Forgotten Worlds (1988)
- Mahjong Gakuen (1988)
- Final Fight (1989)
- 1941: Counter Attack (1990)
- MERCS (1990)
- Captain Commando (1991)
- Street Fighter II (1991)
- Warriors of Fate (1992)
- The Punisher (1993)
- Super Street Fighter II: The New Challengers (1993)
- Darkstalkers: The Night Warriors (1994)
- Marvel Super Heroes (1995)
- Red Earth (1996)
- Star Gladiator: I - Final Crusade (1996)
- Street Fighter Alpha 2 (1996)
- X-Men vs. Street Fighter (1996)
- Vampire Savior: The Lord of Vampire (1997)
- Marvel Super Heroes vs. Street Fighter (1997)
- Rival Schools: United by Fate (1997)
- Street Fighter III (1997)
- Marvel vs. Capcom: Clash of Super Heroes (1998)
- Street Fighter Alpha 3 (1998)
- Power Stone (1999)
- Street Fighter III: Third Strike (1999)
- Power Stone 2 (2000)
- Tech Romancer (2000)
- Final Fight One (2001)
- Red Dead Revolver (2004)
- MS Saga: A New Dawn (2005)
- Star Ocean: Integrity and Faithlessness
- Street Fighter V (guest alternate costume designer)

### Livres
- ∀ Gundam Designs (2001)
- From called "∀" Gundam (2005)